# Euphyia deturbata
Euphyia deturbata là một loài bướm đêm trong họ Geometridae.